# Culverthorpe Hall
Culverthorpe Hall, Culverthorpe, Lincolnshire, Angleterre est une maison de campagne du XVIIIe siècle. Il s'agit d'un bâtiment classé Grade I.

## Histoire
Au XVIIe siècle, le domaine de Culverthorpe est détenu par les Lister . Vers 1679, il est acheté par Sir John Newton qui transforme la maison existante. Son fils, également John, entreprend des modifications en 1699. Dans les années 1730, le petit-fils de Sir John, Michael, apporte d'autres changements, employant peut-être soit Roger Morris (1695-1749), qui a certainement travaillé sur la maison londonienne de Newton, soit Robert Morris, qui dédie ses conférences sur l'architecture à Newton, ou les deux . À sa mort en 1743, son fils unique étant mort en bas âge, le domaine passe à la famille Archer-Houbon . Rodolph Ladevèze Adlecron achète la maison au début du XXe siècle et emploie Reginald Blomfield pour entreprendre des modifications . Le manoir reste une propriété privée .

## Architecture et descriptif
Culverthorpe est à deux étages, avec un grenier surélevé. Le style est palladien . Le bloc central est de cinq travées et a deux ailes contiguës. La maison est revêtue de Pierre de taille calcaire avec des toits en ardoise. Nikolaus Pevsner, dans ses Buildings of England, note les attributions possibles soit à Robert, soit à Roger Morris, soit aux deux .
La maison est un bâtiment classé Grade I. Les écuries et les garages, à l'origine une aile de service mais convertie au début du XXe siècle, ont leur propre classement Grade II *. Un accroche-regard dans le parc, qui comprend la façade d'une ancienne chapelle familiale, est également classé Grade II * . L'ancienne ferme familiale est répertoriée au Grade II.

## Sources
- Charles Heath, Monmouthshire: Historical and Descriptive Accounts of the Ancient and Present State of Tintern Abbey, Monmouth, Wales, Charles Heath, 1806 (OCLC 45744347, lire en ligne)
- Nikolaus Pevsner, John Harris et Nicholas Antram, Lincolnshire, New Haven, US and London, Yale University Press, coll. « The Buildings Of England », 2002 (ISBN 978-0-300-09620-0, OCLC 49298889, lire en ligne)